# Тильманс, Вольфганг
Вольфганг Тильманс (нем. Wolfgang Tillmans; род. 16 августа 1968, Ремшайд) — современный немецкий фотограф.

## Биография
- В 1968 Вольфганг Тильманс родился в городе Ремшайд в Германии.
- Тильманс уже в детстве проявляет интерес к фотографированию. В 1983 году уезжает учиться в Великобританию, где знакомится с английской молодёжной культурой.
- В 1987—1990 годах работает телефонистом в Гамбурге, там в 1988 году сближается с рейв-культурой. Создаёт целую фотолетопись этого молодёжного движения, части которой публикуются с 1988 года в субкультурных журналах i-D, Spex, Prinz.
- В период с 1990 по 1992 Тильманс учится в Англии, в Борнмутском университете искусств[англ.].
- В 1992—1994 живёт и работает в Лондоне.
- В 1994—1995 живёт в Нью-Йорке с художником Иохеном Кляйном (в которого был влюблён). В 1997 году И. Кляйн умирает от СПИДа.
- В 1995 получает премии Ars Viva Prize (Германия) и Kunstpreis der Böttcherstraße (Бремен).
- В 1996—2007 живёт и работает в Лондоне.
- В 1998—1999 — профессор в Высшей школе изобразительного искусства в Гамбурге.
- В 2000 Тильманс стал первым художником иностранного происхождения, получившим самую престижную награду Британии в области искусства — Премию Тернера.
- С 2003 — профессор искусств в Государственной высшей школе изобразительного искусства во Франкфурте-на-Майне.
- С 2007 живёт и работает в Лондоне и Берлине.

## Творчество

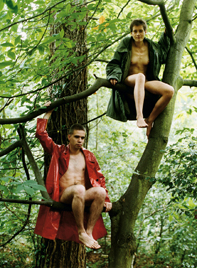
В. Тильманс. Лутц и Алекс сидят на деревьях, 1992

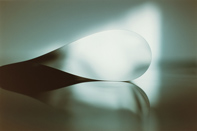
В. Тильманс. Из серии «Бумажные капли», 2006

- Первая выставка Тильманса состоялась в 1988 в кафе Gnosa в Гамбурге, а всего через год он уже снимал для нескольких известных журналов как iD, Interview и Index.
- С 1992 в Лондоне начал создавать фото инсталляции для галерей и музеев — форма выражения, которая связала его деятельность с визуальным искусством, а не просто фотографированием окружающей среды.
- Тильманс стал одним из самых признанных и влиятельных фотографов, появившихся на арт-сцене в 1990-х. Его способность создавать сильные и иногда шокирующие образы стала залогом успеха — серия фотографий, сделанных на берлинском Параде любви в 1992 году, приносит ему первую известность.
- В 2000 году художник получает премию Тёрнера. Приблизительно в это же время начинается новый этап в творчестве Тильманса. Если его снимки 1990-х можно назвать хроникой молодёжной культуры, то работы 2000-х — от ночных видов Лос Анджелеса до маленького растения на окне — несут почти классическую красоту.
- Начиная с 2000 года Тильманс всё чаще обращается к абстрактной фотографии. Большинство абстрактных снимков, представленных на выставке «Freedom from the Known» в 2006 году, были сделаны без помощи камеры, путём прямых манипуляций со светом на фотобумаге.
- Работы Тильманса характеризуется интересом к окружающему миру, к выявлению его социальных, психологических и архитектурных моделей.

## Награды и премии
- 1995 — Премия Ars Viva Prize (Германия)
- 1995 — Kunstpreis der Böttcherstraße (Бремен)
- 2000 — Премия Тёрнера
- 2001 — Honorary Fellowship, The Arts Institute at Bournemouth
- 2015 — Премия «Хассельблад»[7]

## Персональные выставки
| - 2022 Музей современного искусства, Нью-Йорк - 2008 Strings, Galerie Chantal Crousel, Париж - 2008 Lighter, Hamburger Bahnhof, Museum für Gegenwart, Берлин - 2008 Galerie Juana de Aizpuru, Мадрид - 2008 Maureen Paley, Лондон - 2008 Museum Kunstpalast, Дюссельдорф - 2008 Museo Tamayo, Мехико - 2008 Neugeriemschneider, Берлин - 2008 Regen Projects, Лос-Анджелес - 2008 Tate Britain, Лондон - 2008 Tegenwoordigheid van Geest, Stedelijk Museum, Амстердам - 2008 Wako Works of Art, Токио - 2007 paper drop, Galerie Daniel Buchholz, Кёльн - 2007 Bibliographie, Buchhandlung Walter König, Кёльн - 2007 Faltung, Camera Austria, Грац - 2007 Bali, Kestner-Gesellschaft, Ганновер - 2007 Beugung, Kunstverein Мюнхен - 2007 Richard Branson, White Cubicle Gallery, George&Dragon, Лондон - 2007 Atair, Andrea Rosen Gallery, Нью-Йорк - 2007 All The Time/Time, Galleria S.A.L.E.S., Рим - 2007 Carciofo — Still Lifes, Oroom Gallery, Сеул - 2006 Freedom from the Known, PS1 Contemporary Art Center/MoMA, Нью-Йорк - 2006—2008 Ретроспектива в США: Museum of Contemporary Art, Чикаго; Hammer Museum, Лос-Анджелес, Hirshhorn Museum, Вашингтон, Museo Tamayo Arte Contemporanea, Мехико | - 2006 Pinakothek der Moderne, Мюнхен - 2006 Helsinki-Festival, Taidehalli, Хельсинки - 2006 Sprengel Museum, Hannover, Ганновер - 2005 Galería Juana de Aizpuru, Мадрид - 2005 Truth Study Center, Maureen Paley, Лондон - 2005 Press To Exit Project Space, Skopje, Македония - 2005 Markt, Galerie Meerrettich, Берлин - 2004 Freischwimmer, neugerriemschneider, Берлин - 2004 Regen Projects, Лос-Анджелес - 2004 Freischwimmer, Tokyo Opera City Art Gallery, Токио - 2004 Wako Works of Art, Токио - 2004 Panoramabar, Берлин - 2003 View From Above, Louisiana — Museum Of Modern Art, Хумлебек - 2003 if one thing matters, everything matters, Tate Britain, Лондон - 2003 Galerie Daniel Buchholz, Кёльн - 2003 Frans Hals Museum, Haarlem, Нидерланды - 2003 Andrea Rosen Gallery, Нью-Йорк - 2002 Veduta dall’ alto, Castello di Rivoli — Museo d’arte contemporanea, Rivoli, Турин - 2002 Vue d’en Haut, Palais de Tokyo, Париж - 2002 Regen Projects, Лос-Анджелес - 2002 Lights (Body), Galerie Sales, Рим - 2002 Maureen Paley, Interim Art, Лондон - 2002 Partnerschaften, NGBK, Берлин - 2002 Lights (Body), Andrea Rosen Gallery, Нью-Йорк - 2002 sommercontemporaryart, Тель-Авив | - 2002 Wolfgang Tillmans — still lives, Fogg Art Gallery, Busch Reisinger Museum, Гарвард, Кэмбридж - 2001 Andrea Rosen Gallery, Нью-Йорк - 2001 Wako Works of Art, Токио - 2001 Super Collider, Galerie Daniel Buchholz, Кёльн - 2001 Aufsicht, Deichtorhallen, Гамбург - 2001 Science Fiction/hier und jetzt zufrieden sein, AC: Museum Ludwig, Кёльн - 2000 Blushes, fig-1, Лондон - 2000 Galerie Meyer Kainer, Вена - 2000 Galerie Rüdiger Schöttle, Мюнхен - 1999 neugerriemschneider, Берлин - 1999 Saros, Galerie Daniel Buchholz, Кёльн - 1999 Eins ist sicher: Es kommt immer ganz anders als man denkt, Städtische Galerie, Remscheid - 1999 Soldiers, Neuer Aachener Kunstverein - 1999 Wako Works of Art, Токио - 1999 Space between Two Buildings / Soldiers — The Nineties, Maureen Paley/Interim Art, London - 1999 Soldiers — The Nineties, Andrea Rosen Gallery, Нью-Йорк - 1999 Regen Projects, Лос-Анджелес - 1999 Galleria Sales, Рим - 1999 sommercontemporaryart, Тель-Авив - 1999 Soldiers — The Nineties, arsFutura Galerie, Цюрих - 1998 Café Gnosa, Гамбург - 1998 Fruiciones, Museo Nacional Reina Sofia, Espacio Uno, Мадрид | - 1998 Andrea Rosen Gallery, Нью-Йорк - 1997 Galleria Sales, Рим - 1997 I didn’t inhale, Chisenhale Gallery, Лондон - 1997 hale-Bopp, Galerie Daniel Buchholz, Art Cologne, Кёльн - 1996 Faltenwürfe, Galerie Daniel Buchholz, Кёльн - 1996 Kunstverein Elsterpark, Лейпциг - 1996 arsFutura Galerie, Цюрих - 1996 Galleri Nicolai Wallner, Копенгаген - 1996 Andrea Rosen Gallery, New York - 1996 Wer Liebe wagt lebt morgen, Kunstmuseum Wolfsburg - 1995 neugerriemschneider, Берлин - 1995 Kunsthalle Цюрих - 1995 Stills Gallery, Эдинбург - 1995 Portikus, Франкфурт - 1995 Regen Projects, Лос-Анджелес - 1995 Interim Art, Лондон - 1994 Galerie Thaddaeus Ropac, Париж - 1994 Andrea Rosen Gallery, Нью-Йорк - 1994 Daniel Buchholz, Кёльн - 1993 Daniel Buchholz — Buchholz & Buchholz, Кёльн - 1993 L.A. Galerie, Франкфурт - 1993 arsFutura Galerie, Цюрих - 1993 Interim Art, Лондон - 1992 Diptychen, PPS. Galerie F.C. Gundlach, Гамбург - 1991 Grauwert Galerie, Гамбург - 1989 Café Gnosa, Гамбург - 1988 Approaches, Café Gnosa, Гамбург - 1988 Blutsturz, Front, Гамбург - 1988 Approaches, Fabrik-Foto-Forum, Гамбург, Stadtbücherei Ремшейд |